# Batalla de Malakoff

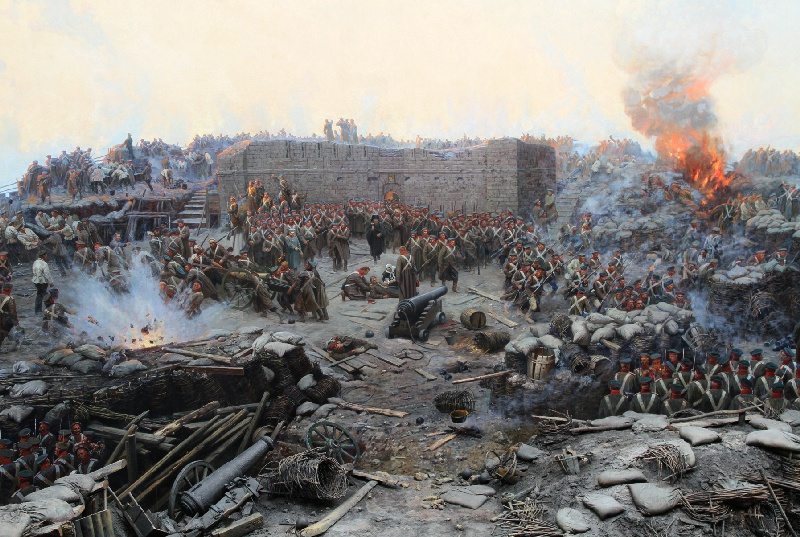
Detalle de la pintura panorámica de Franz Roubaud (1904).

La batalla de Malakoff o batalla de Malájov Kurgán, durante la guerra de Crimea, fue luchada entre los ejércitos de Francia y Rusia el 7 de septiembre de 1855 como parte del asedio de Sebastopol. Resultó en una victoria francesa bajo el comando del general Aimable Pélissier elevado poco después a la dignidad de Mariscal de Francia. 
En esta batalla murieron la mayoría de los almirantes rusos: Pável Najímov, Vladímir Istomin y Vladímir Kornílov. 
El zuavo francés Eugène Libaut fue el primero en clavar la bandera francesa en la cumbre del reducto principal ruso.
Esta victoria aliada permitió la captura de Sebastopol, tras uno de los asedios más memorables del siglo XIX, ganando la guerra de Crimea los aliados occidentales (Reino Unido, Francia, el Imperio otomano y Piamonte-Cerdeña).

## Preparaciones defensivas
El puerto de Sebastopol, formado por el estuario del Chiórnaya, fue protegido contra ataques por mar de buques de guerra rusos, a flote o hundidos, y con fortalezas de granito pesado en el lado sur. Para la ciudad en sí misma y el suburbio Korabélnaya storoná (Корабельная сторона) la exposición de los trabajos ha estado establecida por años. La Torre Malájov (Малахова башня), una gran torre de piedra, cubría al suburbio, flanqueado en cada lado por el Redan (saliente) y el pequeño Redan. La ciudad estaba cubierta por una línea de trabajos marcados por el asta de bandera y los bastiones centrales, y separada de Redan por el puerto interior.
El teniente coronel Eduard Totleben, comandante ingeniero ruso, había trabajado en estos sitios desde hacía mucho tiempo, recreando, rearmando y mejorando diariamente las fortificaciones. Sin embargo, Sebastopol no fue, a comienzos de octubre de 1854, la fortaleza destacada que más tarde sí logró ser. El primer ataque tomó lugar el 17 de octubre.

## Batalla

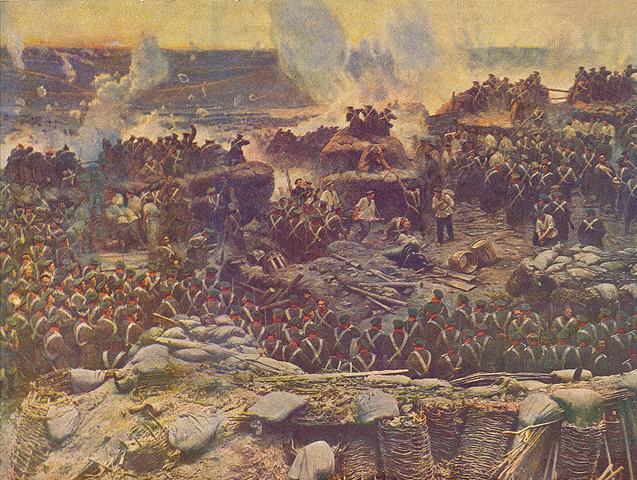
Detalle de la pintura panorámica de Franz Roubaud (1904).

Aquel día rugió un tremendo duelo de artillería. Los cuerpos de asedio franceses sufrieron muchas bajas y sus armas fueron dominadas. La flota sufrió una pérdida de 500 hombres, además de importantes daños en los barcos. Por otro lado los británicos planeaban atacar la Malájov y sus anexos, lo que podría haber sucedido si no hubiesen fracasado en otros puntos de ataque. Al amanecer, los ingenieros de Todleben repararon y mejoraron las obras dañadas.
El asedio de Sebastopol continuó durante meses. Durante julio, los rusos perdieron un promedio de 250 hombres por día. Por último se decidió que Mijaíl Gorchakov y el ejército deberían hacer un nuevo ataque a Chiórnaya, el primero desde Inkerman. El 16 de agosto las fuerzas de los generales Pável Liprandi y Nikolái Read atacaron furiosamente a las 37 000 tropas francesas y sardas en las alturas del Puente Traktir (Трактирный мост). Los agresores salieron con una gran determinación, pero el resultado fue dudoso. Al final del día, los rusos se retiraron desconcertados, dejando 260 oficiales y 800 hombres en el campo; los aliados perdieron 1700.
Con esta derrota desapareció la última oportunidad de salvar Sebastopol. Durante el mismo 16 de agosto, el bombardeo redujo a la impotencia una vez más a Malájov y sus dependencias. El 8 de septiembre de 1855 al mediodía, la totalidad de las fuerzas de Pierre Bosquet asaltaron de repente Malájov. La lucha fue encarnizada.
La caída de Malájov marcó el final del asedio. El 9 de septiembre los ganadores se apoderaron del lugar, vacío y en llamas. Las pérdidas de esta última lucha fueron muy importantes: para los aliados cerca de 10 000 hombres, para los rusos 13 000; no menos de diecinueve generales cayeron aquel día. Pero la crisis fue superada: con la captura de Sebastopol la guerra perdió su interés. No más operaciones serias contra Gorchakov fueron emprendidas, pero Kinburn fue atacado por mar, y desde el punto de vista naval, el ataque es importante por ser el primer caso de empleo del ironclad, un buque blindado. El armisticio se firmó el 26 de febrero y la paz definitiva de París fue firmada el 30 de marzo de 1856.

## Secuelas

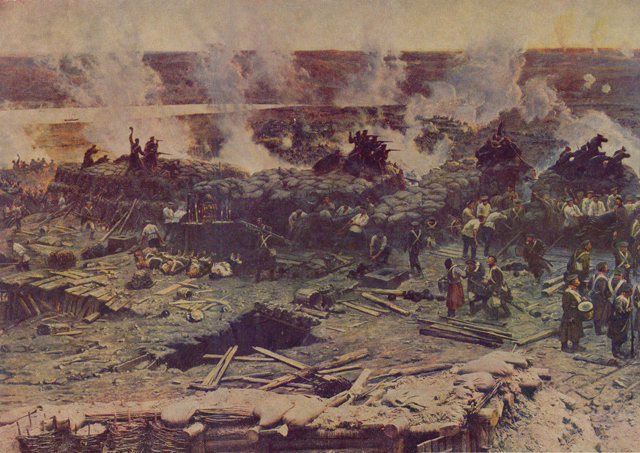
Detalle de la pintura panorámica de Franz Roubaud (1904).

La importancia estratégicamente decisiva del asedio de Sebastopol yace bajo la superficie. La caída del lugar, primero no fortificado, puso al maestro del imperio ruso de rodillas. Durante el primer asedio, Rusia se perfilaría como casi invulnerable a un ataque marítimo.
El mar le dio a los invasores lo que necesitaban, mientras que los caminos de las estepas del sur del Imperio ruso (principalmente zonas actualmente correspondientes a Ucrania) sur estaban marcados a cada paso por los cadáveres de hombres y caballos que caían en el camino a Sebastopol. Las fortificaciones endebles y a diario aplastadas por el fuego de miles de armas tuvieron que ser edificadas nuevamente todas las noches. Las pérdidas fueron correspondientemente numerosas. Cuando grandes cuerpos de milicia aparecieron en línea de batalla en el Puente Traktir, era obvio que faltaba poco para el final.
León Tolstói, quien estuvo presente en el asedio, dio una imagen gráfica de la guerra desde el punto de vista ruso en su colección de Relatos de Sebastópol (1855-56). El escritor participó en la batalla del río Chiórnaya.

## Memoria
En Francia, la batalla fue oficialmente conmemorada de una forma extraordinaria; además de la batalla de Magenta (en la campaña italiana), fue la única hazaña del imperio francés regido por Napoleón III. La condecoración llamada título de victoria fue concedida en Francia al mariscal Pélissier. Una comuna cercana a París fue también creada con su nombre, a partir de una escisión de la comuna de Vanves, en recuerdo de esta batalla. Actualmente Malájov Kurgán (Малахов курган), donde se luchó, contiene la Llama eterna, conmemorando el sitio de Sebastopol (1941-1942) y parte del gran panorama en representación de la batalla de 1855, de Franz Roubaud.